# William Tisdale
Pour les articles homonymes, voir Tisdall et Tisdale.
William Tisdale (Tisdall) est un compositeur appartenant à l'école des virginalistes anglais, actif à la fin du XVIe siècle.

## Biographie
Aucun détail biographique sûr n’est connu au sujet de William Tisdale. Willi Apel avance l’année 1570 comme date approximative de sa naissance.
John Caldwell pense que Tisdale semble avoir été en relation avec la famille Tregian vu qu’il dédicaça sa Pavana Chromatica à Mrs. Katherin Tregian.
Cinq de ses œuvres se trouvent dans le Fitzwilliam Virginal Book et deux autres sont dans le Tisdale Virginal Book. Le style des cinq premières étant relativement différent de celui des deux dernières, J. Caldwell avance l’hypothèse qu’elles aient été composées par deux musiciens différents. Deux William Tisdale ont en effet vécu à Londres à la même époque ; le premier est décédé en 1603, l’autre en 1605.

## Œuvres
- Almand
- 2 Corantos
- Fantasia
- Galiarda
- Mrs Katherin Tregian’s Paven
- Pavana Chromatica
- Pavana Clement Cotton
- Pavana

## Édition moderne
- William Tisdale, Complete Keyboard Music, Stainer & Bell, éd. Howard Ferguson, Londres, 1957.